# David Cook (album)
David Cook è il secondo album in studio, il primo per una major, del cantautore statunitense David Cook, pubblicato nel novembre 2008. 

## Tracce
1. Declaration (David Cook, Johnny Rzeznik, Gregg Wattenberg) – 3:13
2. Heroes (Cook, Cathy Dennis, Raine Maida) – 3:27
3. Light On (Chris Cornell, Brian Howes) – 3:49
4. Come Back to Me (Amund Bjørklund, Espen Lind, Zac Maloy) – 4:07
5. Life on the Moon (Cook, Bjørklund, Lind, Maloy) – 3:38
6. Bar-ba-sol (Cook, Danny Grady, Dan Dixon, Steve Slovisky, Chris Wojtal, Jade Lemons) – 4:27
7. Mr. Sensitive (Cook, Maida) – 3:37
8. Lie (Cook, Bjørklund, Lind, Maloy) – 3:49
9. I Did It For You (Cook, Maida) – 3:49
10. Avalanche (Cook, Kevin Griffin) – 4:32
11. Permanent (Cook, Maida, Chantal Kreviazuk) – 2:56
12. A Daily AntheM + Kiss on the Neck (Cook/Cook, Neal Tiemann) – 7:40